# Lachapelle (Lot-et-Garonne)
Pour les articles homonymes, voir Lachapelle.
Lachapelle est une commune du Sud-Ouest de la France, située dans le département de Lot-et-Garonne, en région Nouvelle-Aquitaine.

## Géographie

### Localisation
Commune située entre Marmande et Miramont-de-Guyenne, à la source de la Gupie.

### Communes limitrophes
Les communes limitrophes sont Cambes, Escassefort, Peyrière, Saint-Avit et Seyches.
|            | Cambes      |          |
| Saint-Avit | Lachapelle  | Peyrière |
|            | Escassefort | Seyches  |

### Climat
Pour des articles plus généraux, voir Climat de la Nouvelle-Aquitaine et Climat de Lot-et-Garonne.
Historiquement, la commune est exposée à un climat océanique aquitain.  
En 2020, Météo-France publie une typologie des climats de la France métropolitaine dans laquelle la commune est exposée à un climat océanique et est dans la région climatique Aquitaine, Gascogne, caractérisée par une pluviométrie abondante au printemps, modérée en automne, un faible ensoleillement au printemps, un été chaud (19,5 °C), des vents faibles, des brouillards fréquents en automne et en hiver et des orages fréquents en été (15 à 20 jours).
Pour la période 1971-2000, la température annuelle moyenne est de 12,7 °C, avec une amplitude thermique annuelle de 15,2 °C. Le cumul annuel moyen de précipitations est de 795 mm, avec 10,5 jours de précipitations en janvier et 6,4 jours en juillet. Pour la période 1991-2020, la température moyenne annuelle observée sur la station météorologique la plus proche, située sur la commune de Verteuil-d'Agenais à 17 km à vol d'oiseau, est de 13,8 °C et le cumul annuel moyen de précipitations est de 821,3 mm,. Pour l'avenir, les paramètres climatiques de la commune estimés pour 2050 selon différents scénarios d’émission de gaz à effet de serre sont consultables sur un site dédié publié par Météo-France en novembre 2022.

## Urbanisme

### Typologie
Au 1er janvier 2024, Lachapelle est catégorisée commune rurale à habitat très dispersé, selon la nouvelle grille communale de densité à sept niveaux définie par l'Insee en 2022.
Elle est située hors unité urbaine. Par ailleurs la commune fait partie de l'aire d'attraction de Marmande, dont elle est une commune de la couronne,. Cette aire, qui regroupe 48 communes, est catégorisée dans les aires de 50 000 à moins de 200 000 habitants,.

### Occupation des sols

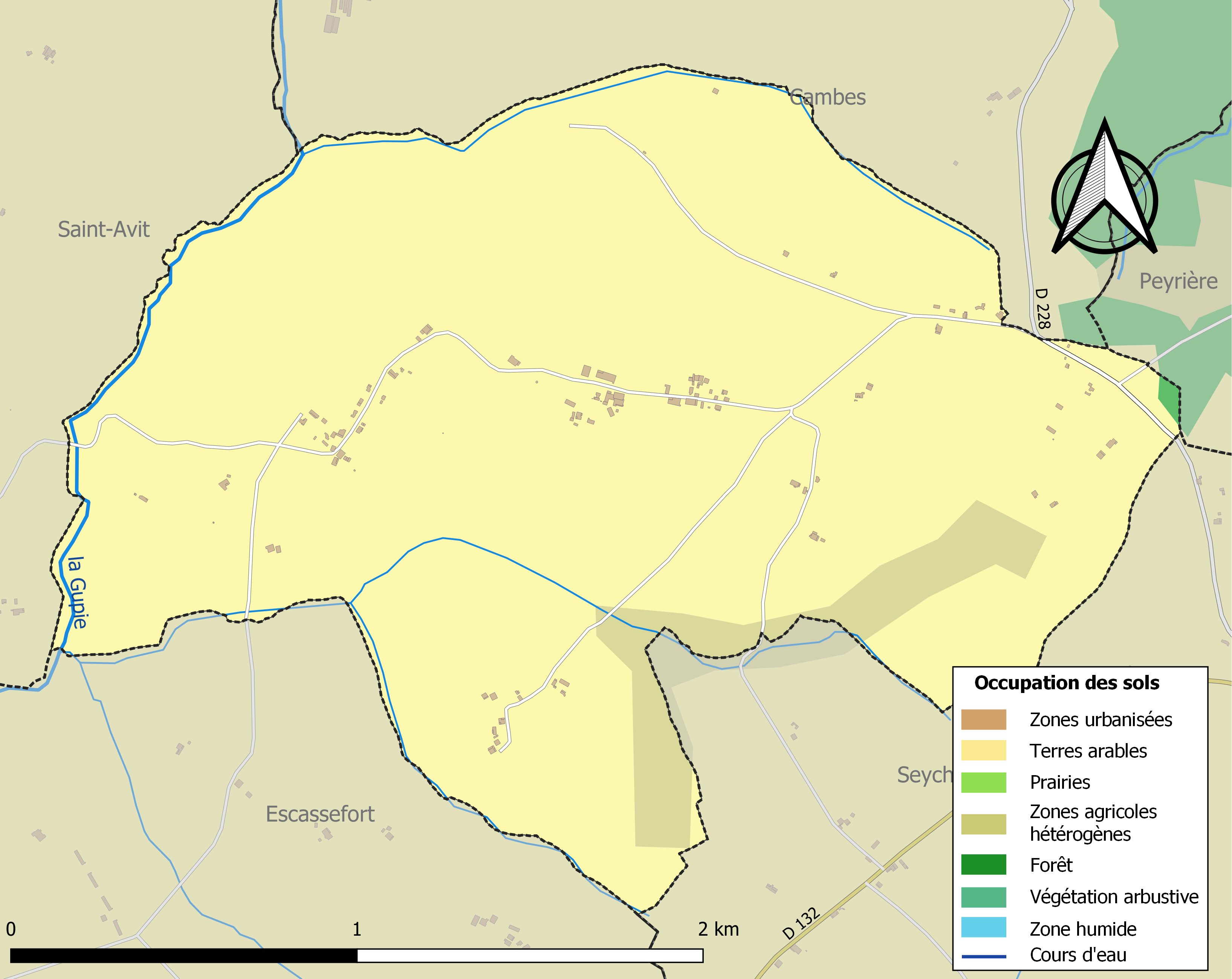
Carte des infrastructures et de l'occupation des sols de la commune en 2018 (CLC).

L'occupation des sols de la commune, telle qu'elle ressort de la base de données européenne d’occupation biophysique des sols Corine Land Cover (CLC), est marquée par l'importance des territoires agricoles (99,7 % en 2018), une proportion identique à celle de 1990 (99,7 %). La répartition détaillée en 2018 est la suivante : 
terres arables (94,9 %), zones agricoles hétérogènes (4,8 %), forêts (0,3 %). L'évolution de l’occupation des sols de la commune et de ses infrastructures peut être observée sur les différentes représentations cartographiques du territoire : la carte de Cassini (XVIIIe siècle), la carte d'état-major (1820-1866) et les cartes ou photos aériennes de l'IGN pour la période actuelle (1950 à aujourd'hui).

### Risques majeurs
Le territoire de la commune de Lachapelle est vulnérable à différents aléas naturels : météorologiques (tempête, orage, neige, grand froid, canicule ou sécheresse), inondations, mouvements de terrains et séisme (sismicité très faible). Un site publié par le BRGM permet d'évaluer simplement et rapidement les risques d'un bien localisé soit par son adresse soit par le numéro de sa parcelle.
Certaines parties du territoire communal sont susceptibles d’être affectées par le risque d’inondation par une crue à  débordement lent de cours d'eau, notamment la Gupie. La commune a été reconnue en état de catastrophe naturelle au titre des dommages causés par les inondations et coulées de boue survenues en 1982, 1983, 1994, 1999 et 2009,.
Les mouvements de terrains susceptibles de se produire sur la commune sont des tassements différentiels.

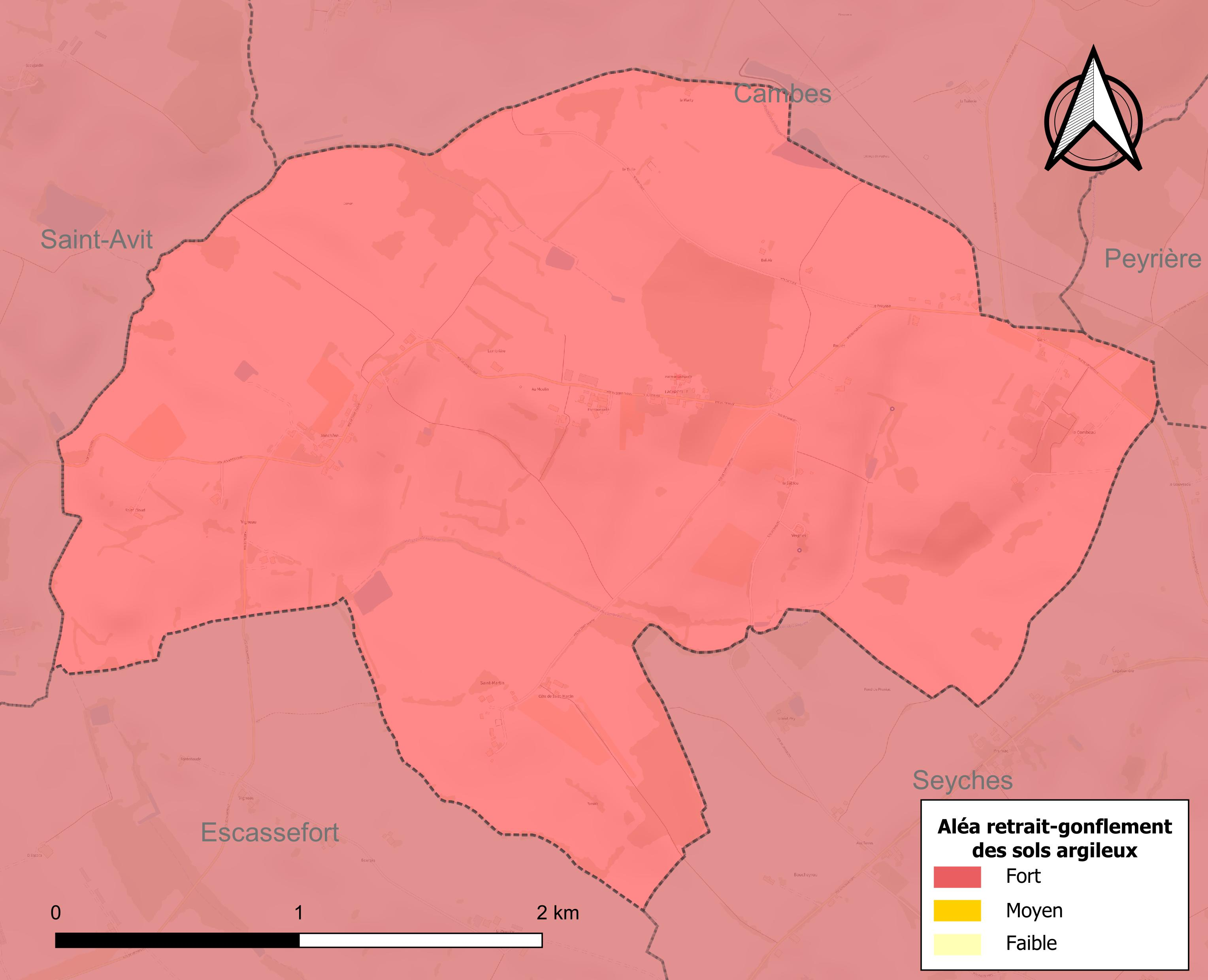
Carte des zones d'aléa retrait-gonflement des sols argileux de Lachapelle.

Le retrait-gonflement des sols argileux est susceptible d'engendrer des dommages importants aux bâtiments en cas d’alternance de périodes de sécheresse et de pluie. La totalité de la commune est en aléa moyen ou fort (91,8 % au niveau départemental et 48,5 % au niveau national). Depuis le 1er octobre 2020, en application de la loi ELAN, différentes contraintes s'imposent aux vendeurs, maîtres d'ouvrages ou constructeurs de biens situés dans une zone classée en aléa moyen ou fort,.
Concernant les mouvements de terrains, la commune a été reconnue en état de catastrophe naturelle au titre des dommages causés par la sécheresse en 2005 et par des mouvements de terrain en 1999.

## Toponymie
Le nom de la commune provient du nom de la paroisse Sancti Petri de Capella, signifiant Saint-Pierre de la Chapelle.

## Histoire
Une nécropole mérovingienne a été découverte lors d'une opération de remembrement des parcelles au bulldozer sur le site de Saint-Cloud. Une plaque de bronze de type aquitain à neuf bossettes avait été découverte. Une prospection a alors été ordonnée et d’autres vestiges vinrent s’ajouter à la plaque.
La fouille a débuté le 2 février 1983 et s’est déroulées pendant un mois. Trente-neuf sépultures ont été mises au jour, disposées en rangées parallèles, orientées est-ouest. La plupart des squelettes étaient mal conservés. Le mobilier funéraire était très abondant, mais certaines tombes, superposées, et d’autres, violées, ont été vidées de leurs vestiges.
Huit tombes sont datables des VIe et VIIe siècles, la nécropole mérovingienne daterait du VIe siècle et aurait perduré jusqu’au IXe siècle, le cimetière semble occupé sans hiatus du VIe au début du XVIIIe siècle. La plaque de bronze de type aquitain est datée de la 2e moitié du VIIIe siècle. Il y aurait probablement eu une église dans le secteur. Un habitat a été ensuite construit aux alentours, et l’on retrouve des silos datant d’une époque plus récente.

## Politique et administration
| Période                                  | Période  | Identité      | Étiquette | Qualité             |
| ---------------------------------------- | -------- | ------------- | --------- | ------------------- |
| juin 1995                                | Mai 2020 | André Guipouy |           | Exploitant agricole |
| Mai 2020                                 | En cours | Marie Corbel  |           |                     |
| Les données manquantes sont à compléter. |          |               |           |                     |

## Démographie
Les habitants sont appelés les Chapellois.
L'évolution du nombre d'habitants est connue à travers les recensements de la population effectués dans la commune depuis 1793. Pour les communes de moins de 10 000 habitants, une enquête de recensement portant sur toute la population est réalisée tous les cinq ans, les populations de référence des années intermédiaires étant quant à elles estimées par interpolation ou extrapolation. Pour la commune, le premier recensement exhaustif entrant dans le cadre du nouveau dispositif a été réalisé en 2004.

En 2022, la commune comptait 101 habitants, en évolution de +32,89 % par rapport à 2016 (Lot-et-Garonne : −0,18 %, France hors Mayotte : +2,11 %).
| 1793 | 1800 | 1806 | 1821 | 1831 | 1836 | 1841 | 1846 | 1851 |
| ---- | ---- | ---- | ---- | ---- | ---- | ---- | ---- | ---- |
| 329  | 279  | 342  | 308  | 343  | 328  | 354  | 327  | 318  |

| 1856 | 1861 | 1866 | 1872 | 1876 | 1881 | 1886 | 1891 | 1896 |
| ---- | ---- | ---- | ---- | ---- | ---- | ---- | ---- | ---- |
| 300  | 308  | 304  | 300  | 236  | 219  | 220  | 188  | 195  |

| 1901 | 1906 | 1911 | 1921 | 1926 | 1931 | 1936 | 1946 | 1954 |
| ---- | ---- | ---- | ---- | ---- | ---- | ---- | ---- | ---- |
| 179  | 168  | 168  | 152  | 169  | 180  | 160  | 150  | 142  |

| 1962 | 1968 | 1975 | 1982 | 1990 | 1999 | 2004 | 2006 | 2009 |
| ---- | ---- | ---- | ---- | ---- | ---- | ---- | ---- | ---- |
| 132  | 108  | 104  | 91   | 89   | 92   | 97   | 99   | 87   |

| 2014 | 2019 | 2022 | - | - | - | - | - | - |
| ---- | ---- | ---- | - | - | - | - | - | - |
| 77   | 95   | 101  | - | - | - | - | - | - |

## Lieux et monuments
- L'église Saint-Roch a été construite au XVIIIe siècle en style Renaissance au cœur du village et présente un clocher octogonal surmonté d'une flèche octogonale également[27].

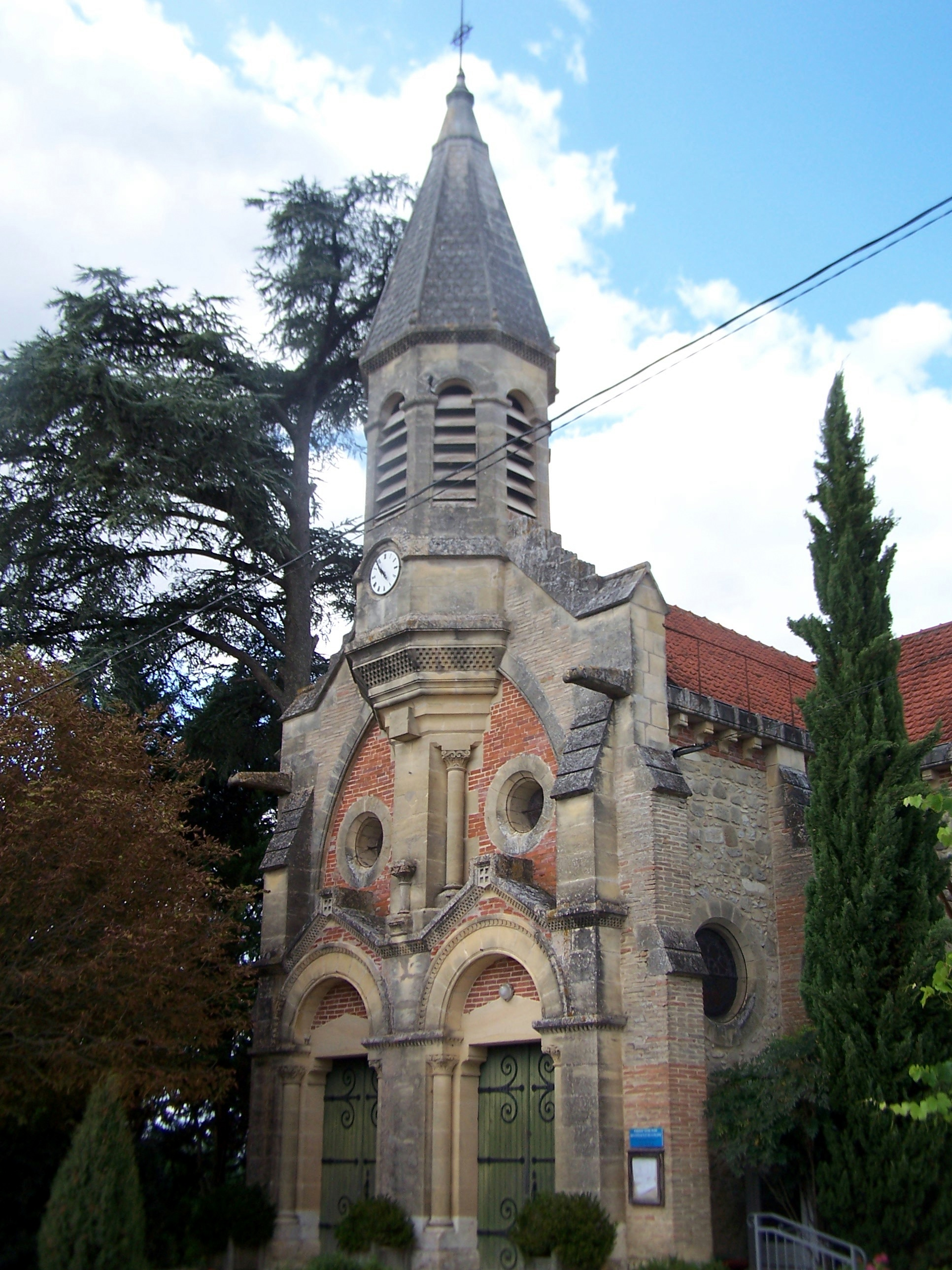
L'église Saint-Roch (septembre 2015)
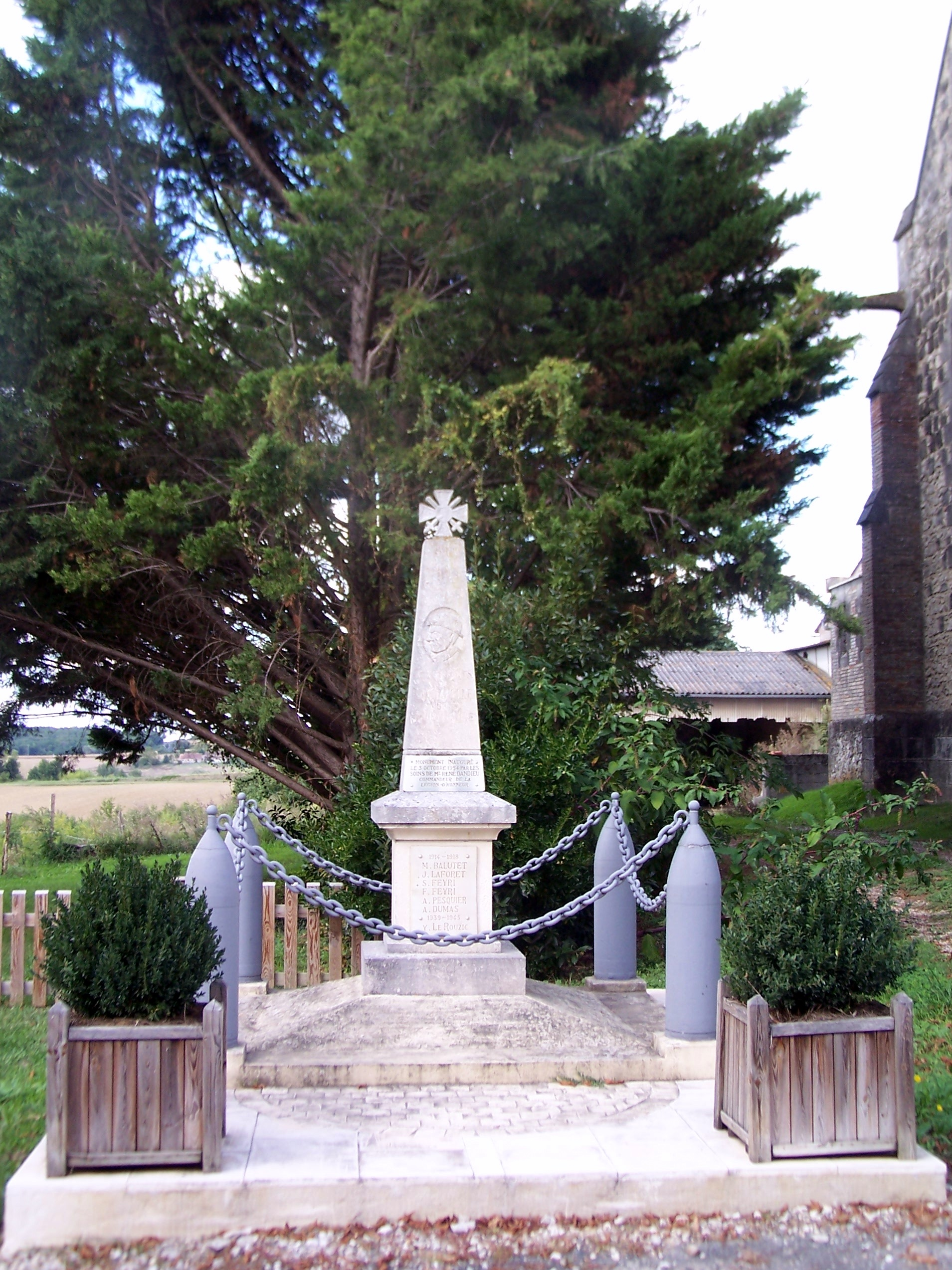
Le monument aux morts près de l'église (septembre 2015)

## Personnalités liées à la commune
Christian Reyne, cycliste semi-professionnel